# Gloger-szabály
A Gloger-szabály a zoológiában használt szabály, amely szerint az állandó testhőmérsékletű állatok színe összefügg a környezeti páratartalommal. Az összefüggés úgy érvényesül, hogy a sarkok felé haladva az állatok színe egyre világosabb és fordítva, a trópusok felé haladva egyre sötétebbek. A szabály megfogalmazása Constantin Wilhelm Lambert Gloger nevéhez fűződik, aki 1833-ban közölte az éghajlat és a madarak tollazatának színe között feltárt összefüggést (Erwin Stresemann szerint az összefüggést jó 20 évvel Gloger előtt, 1811-ben Peter Simon Pallas már közölte a Zoographia Rosso-Asiatica c. kiadványban.
Gloger mindenesetre megállapította, hogy a magasabb páratartalmú élőhelyen található madárfajok tollazata sötétebb színű, mint a szárazabb élőhelyeken élő rokon fajoké.
A madarak esetében a Gloger-szabály egyik lehetséges magyarázata, hogy a sötétebb színű tollak jobban ellenállnak a tollakon élősködő baktériumoknak, mint pl. a Bacillus licheniformis. A párásabb környezetben több baktérium telepedhet meg a tollakon és elősegíti azok szaporodását, de a sötét tollak jobban ellenállnak ennek. A tollak színét a sötét hajszínért is felelős eumelanin magasabb szintje okozza. A szárazabb vidékeken viszont több, a narancssárga színért felelős feomelanin pigment halmozódik fel a tollakban.
Az emlősök között is megfigyelhető ez a jelenség: az Egyenlítő mentén, a trópusokon élő egyedek sötétebb színűek, mint a sarkvidékhez közelebb lakó rokon fajok. Ebben az esetben feltehetően az ultraibolya sugárzás elleni védekezés magyarázza ezt: a sötétebb színű bőr eredményesebb ott, ahol nagyobb mennyiségű sugárzásnak vannak kitéve. A sarkokhoz közel viszont a világosabb bőrszín biztosítja, hogy az egyed elegendő UV sugárzáshoz jut a szükséges vitaminok előállítása érdekében.
A Gloger-szabály érvényesülése, az előzőekhez hasonlóan, kimutatható az emberi faj esetében is. 
Az Egyenlítőhöz közel élő népek bőrszíne sötétebb, mint a magasabb szélességi fokon, a sarkokhoz közelebb lakó népeké. Azonban akadnak kivételek is: a tibetiek és az eszkimók száraz, hideg környéken, utóbbiak esetében az Északi-sarkhoz közel élnek, de a vártnál sokkal sötétebb a bőrszínük. Ennek egyik magyarázata, hogy őseik nem onnan származnak, ahol most ezek a népek élnek, illetve élőhelyük sajátosságai miatt igen nagy mennyiségű UV sugárzásnak vannak kitéve (főleg a tibetiek), valamint étkezésük során az eszkimók igen sok természetes D vitamint fogyasztanak és nincs szükségük annyira az UV sugárzásra.